# Langsdorffia hypogaea
Langsdorffia hypogaea là một loài thực vật có hoa trong họ Balanophoraceae. Loài này được Mart. mô tả khoa học đầu tiên năm 1818.